# Растдзинад
«Растдзи́на́д» (осет. Рӕстдзинад «правда, справедливость») — ежедневная (кроме воскресенья и понедельника) газета на осетинском языке, выходящая во Владикавказе. Лауреат премии имени Коста Хетагурова (1999).
В год выходит 250 номеров газеты.
Первый номер «Растдзинада» вышел 28 февраля 1924 года как орган Северо-Осетинского комитета компартии и окружного исполкома. Сегодня, как указано в самой газете, «Растдзинад» выпускают Правительство и Парламент Республики Северная Осетия-Алания, редакционный коллектив.
Газета публикует политические, социально-экономические, культурные новости, биографии знатных жителей республики, осетинские переводы принимаемых постановлений и местных законов и многое другое.

## Память
- В честь газеты в городе Алагир названа «улица Растдзинад».